# 旦麻古塔
旦麻古塔，位于中国青海省循化县道帏乡旦麻村，为第五批青海省文物保护单位，公布日期为1988年9月15日，类型为古建筑。
旦麻古塔的历史年代为宋。